# Motomami World Tour
Motomami  World Tour fue la tercera gira de conciertos de la cantante española Rosalia en apoyo de su tercer álbum de estudio, Motomami (2022). Patrocinada por Live Nation, la gira se anunció el 18 de abril de 2022. Comenzó el 6 de julio de 2022 en Almería, España, y concluyó el 18 de diciembre en París, Francia.

## Antecedentes

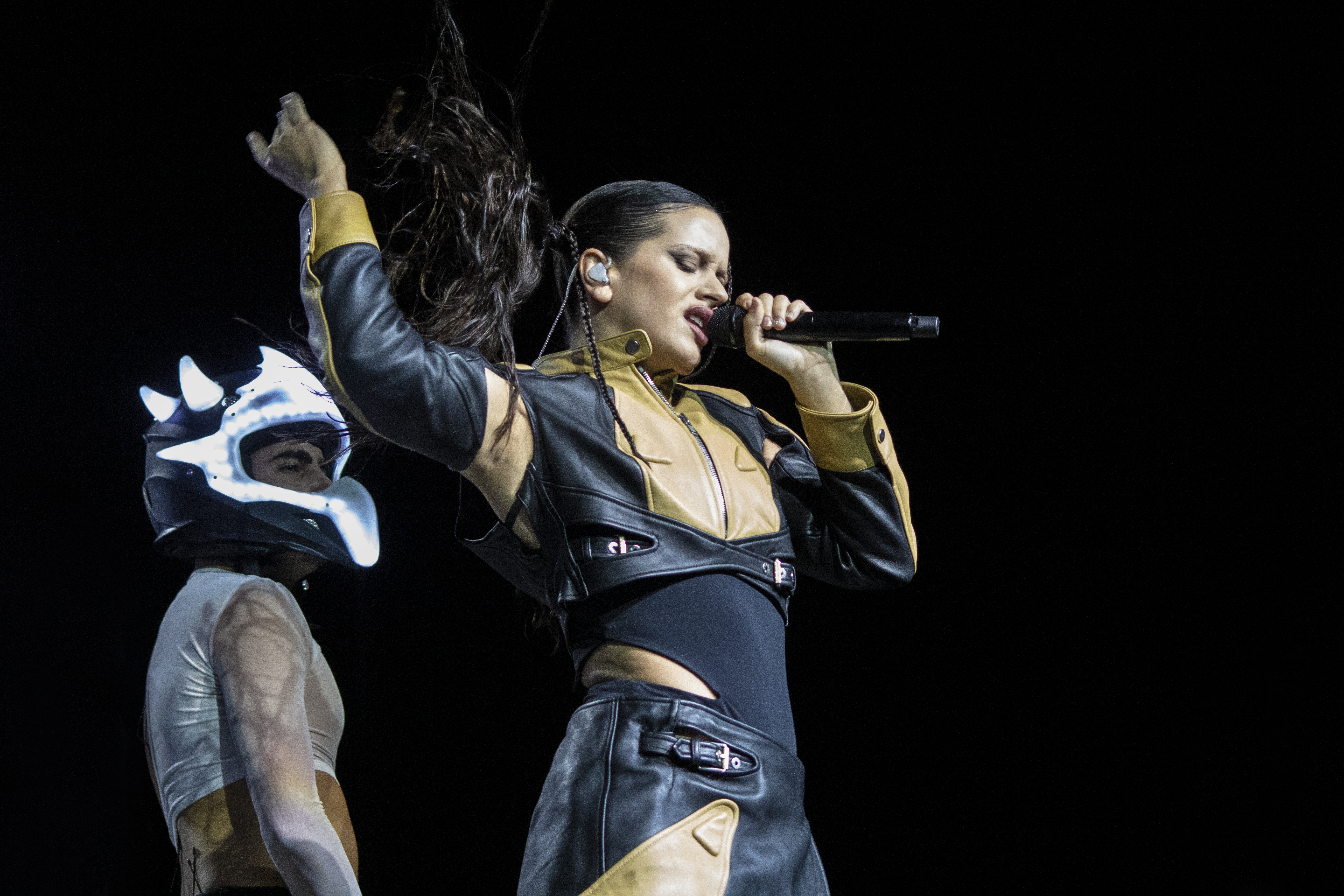
Rosalía en la Movistar Arena, Chile

Rosalía lanzó su tercer álbum de estudio Motomami el 18 de marzo de 2022. El álbum de reguetón alternativo se convirtió en el primer gran lanzamiento de Rosalía después del reconocimiento internacional que le trajo El mal querer. Fue un éxito comercial y de crítica, ingresando a las listas de éxitos en muchos países, incluidos el Reino Unido y los Estados Unidos, alcanzando el top 40. El tour manager Agustín Boffi había revelado previamente durante la conferencia de música Bime Pro en Bilbao en octubre de 2021 que Rosalía se embarcaría en una «gira mundial en 2022» que se había estado preparando «durante más de un año». Boffi también reveló que el equipo de la gira se ampliaría a «más de 150 personas» en comparación con las 40 personas que estaban trabajando en su ciclo de conciertos anterior. Según los informes, los ensayos comenzaron en enero de 2022.
Rosalía anunció por primera vez un total de cuarenta y seis fechas en abril de 2022 y las entradas salieron a la venta para los fanáticos norteamericanos el 21 de abril para los titulares de tarjetas American Express y para los fanáticos europeos al día siguiente. La gira comenzó en Almería, España, el 6 de julio de 2022 y concluyó en París el 18 de diciembre de 2022. Se anunciaron espectáculos adicionales en Barcelona, Los Ángeles, Madrid, Ciudad de México y Nueva York. Si bien no contempla teloneros, se anunciaron artistas invitaros en Buenos Aires y Santiago el día anterior a cada show.

## Producción
Rosalía lució trajes de Dion Lee y Pepa Salazar en el escenario. Para la dirección artística y el diseño de producción, contó con la ayuda de su amigo de toda la vida Ferran Echegaray y su hermana Pilar Vila, mientras que Jesse Blevins, de la empresa barcelonesa Fluge Audiovisuales, se encargó de la dirección de luces. El concepto de diseño se inspira en la idea del lienzo blanco de Harold Rosenberg, relacionada con el movimiento del expresionismo abstracto y la defensa de la performance.
El diseño del escenario busca ofrecer una experiencia "minimalista" e "inmersiva" que refleja la estética de motocicleta del álbum. La interacción en el escenario tiene como objetivo acercar al máximo a cada miembro de la audiencia mediante cámaras móviles que Rosalía y algunos de sus bailarines se encargan de manejar. De forma similar a su concierto en vivo de Motomami en TikTok, que tuvo lugar el 17 de marzo, seis cámaras Panasonic PT-RZ31K (o una steadicam) siguen a Rosalía durante gran parte del espectáculo, proyectando en las pantallas lo que sucede en el escenario de manera similar a cómo se graban los videos de TikTok, lo que enriquece la experiencia visual desde las gradas. La presencia del camarógrafo generó controversia. Rosalía más tarde explicó en una entrevista con la Recording Academy que pensó que era necesario contar con una cámara grande para que la audiencia pudiera sentir la conexión. «Entiendo que la gente esperaba fuegos artificiales, pero lo más loco para mí es bailar y expresarme. Estoy en un punto en el que quiero poner todo mi esfuerzo en tener la mejor voz y las mejores coreografías. Eso es lo más importante para mí».

## Rendimiento comercial

### España
La gira recibió críticas mayormente positivas, aunque algunas fueron mixtas, durante su primera etapa. Nuria Net de Rolling Stone destacó el primer show en Madrid, diciendo que "en esta gira de Motomami, todo se trata de minimalismo y mostrar su talento puro, pero también es ruidosa y ecléctica. En la portada del aclamado álbum, Rosalía aparece desnuda, salvo por un casco de moto. Y en el show en vivo, se atreve a mostrarse aún más". Sobre el diseño del escenario, agregó: "La experiencia inmersiva se lleva al escenario gracias a un camarógrafo que bien podría haber sido el noveno 'motopapi' bailarín, siempre flotando alrededor de Rosalía, incluso poniéndose justo frente a ella y bloqueando su vista. Pero ese es el punto". 
En El País, Fernando Neira escribió una crítica polémica sobre el mismo show, donde cuestionó el tipo de espectáculo "enfocado en la cámara", llamando la actuación un "karaoke televisado", además de hablar mal del álbum.Las palabras de Neira fueron duramente criticadas por fans y medios especializados, como Forbes, ElDiario.es y la cantante Alaska, quien lo calificó de "absurdo" y afirmó que el show "es un espectáculo completo del siglo XXI", comparándolo además con las recientes actuaciones en vivo de Kiss y C. Tangana. 
Como público a los conciertos, asistieron celebridades y personajes públicos como la Reina Letizia, Frank Ocean, M.I.A, Drake, Dua Lipa, Pedro Pascal, Robert Pattinson, Kylie Jenner, Kendall Jenner, Bella Hadid, Shawn Mendes, Pedro Almodóvar, Rossy de Palma, Suki Waterhouse, Emily Ratajkowski, Danna Paola, Zara Larsson, Julieta Venegas, Angèle, Simon Jacquemus, Nicki Nicole, Addison Rae, Estopa, Pabllo Vittar, Ludmilla, Carlos Cuevas, Amaia, Tokischa, Carminho y Rauw Alejandro.

## Repertorio
Esta lista de canciones corresponde al interpretado el 6 de julio de 2022 en Almería, España. No representa todos los espectáculos ofrecidos a lo largo de la gira.
1. «Saoko»
2. «Candy»
3. «Bizcochito»
4. «La fama»
5. «Dolerme»
6. «De aquí no sales» / «Bulerías»
7. «Motomami»
8. «G3 N15»
9. «Linda»
10. «La noche de anoche»
11. «Diablo»
12. «Hentai»
13. «Pienso en tu mirá»
14. «Perdóname» (cover de La Factoría y Eddy Lover)
15. «De plata»
16. «Abcdefg»
17. «La Combi Versace»
18. «Relación (Remix)» / «TKN» / «Yo x ti, tú x mí» / «Despechá» (contienen elementos de «Papi chulo» y «Gasolina»)
19. «Aislamiento»
20. «Blinding Lights (Remix)»
21. «Chiri»
22. «Como un G»
23. «Malamente»
24. «LAX» (interludio)
25. «Delirio de grandeza»
26. «Con altura»

Encore
1. «Chicken Teriyaki»
2. «Sakura»
3. «CUUUUuuuuuute»

| Notas |
| --- |
| - En el concierto de Almería, "LAX" no fue interpretada. - En los conciertos de Granada, Fuengirola, el primero de Madrid, el segundo en Ciudad De México, y el de La Romana, "De plata" no fue interpretada. - En el primer concierto de Barcelona, Rosalía una versión a cappella de "Milionària" en el transcurso de "Abcdefg". - En el concierto de Palma, Rosalía no interpretó "Perdóname", "De plata", "Delirio de grandeza", "Chicken Teriyaki" y "Sakura" debido a una enfermedad. - En el concierto de São Paulo, Rosalía interpretó una versión a cappella de "Você Vai Ver" by Tom Jobim. - En los conciertos de Buenos Aires, Rosalía interpretó una versión a cappella de "Alfonsina y el mar" de Mercedes Sosa después de leer un cartel de un fan en la audiencia de la primera noche. - En el concierto de Santiago, Rosalía interpretó una versión a cappella de "Catalina" debido al pedido de un asistente del público. La canción se interpretó nuevamente en los siguientes shows en Bogotá, La Romana y Berlín. - En el concierto de La Romana, Tokischa se unió a Rosalía en el escenario para cantar "Linda". - En el primer concierto de Inglewood, M.I.A. sorprendió a Rosalía en el escenario mientras interpretaba "Yo x Ti, Tu x Mi". - En el primer concierto de Miami, "Dolerme", "Diablo", "Pienso en tu Mirá", "Perdóname", "De Plata", "Abcdefg", "Aislamiento", "Blinding Lights", "Chiri", "Como Un G" y "Sakura" no fueron interpretadas. |

## Fechas
| Fecha                    | Ciudad           | País                 | Recinto                                | Acto de apertura | Asistencia                 | Recaudación |
| Europa                   | Europa           | Europa               | Europa                                 | Europa           | Europa                     | Europa      |
| ------------------------ | ---------------- | -------------------- | -------------------------------------- | ---------------- | -------------------------- | ----------- |
| 6 de julio de 2022       | Almería          | España               | Recinto Ferial de Almería              | —                | 6.969 / 8.483              | $476.698    |
| 9 de julio de 2022       | Sevilla          | España               | Estadio Olímpico de La Cartuja         | —                | 15.254 / 18.758            | $991.360    |
| 12 de julio de 2022      | Granada          | España               | Plaza de Toros de Granada              | —                | 7.442 / 7.442              | $506.814    |
| 14 de julio de 2022      | Fuengirola       | España               | Recinto Marenostrum-Castillo Sohail    | —                | 12.364 / 15.982            | $506.814    |
| 16 de julio de 2022      | Valencia         | España               | Auditorio Marina Sur                   | —                | 15.357 / 17.919            | $1.107.086  |
| 19 de julio de 2022      | Madrid           | España               | WiZink Center                          | —                | 30.202 / 30.202            | $2.044.525  |
| 20 de julio de 2022      | Madrid           | España               | WiZink Center                          | —                | 30.202 / 30.202            | $2.044.525  |
| 23 de julio de 2022      | Barcelona        | España               | Palau Sant Jordi                       | —                | 35.490 / 35.490            | $2.263.939  |
| 24 de julio de 2022      | Barcelona        | España               | Palau Sant Jordi                       | —                | 35.490 / 35.490            | $2.263.939  |
| 27 de julio de 2022      | Bilbao           | España               | Bizkaia Arena                          | —                | 16.114 / 16.114            | $903.305    |
| 29 de julio de 2022      | La Coruña        | España               | Coliseum da Coruña                     | —                | 7.988 / 7.988              | $516.687    |
| 1 de agosto de 2022      | Palma            | España               | Recinto Trui-Son Fusteret              | —                | 8.999 / 8.999              | $636.564    |
| Latinoamérica            |                  |                      |                                        |                  |                            |             |
| 14 de agosto de 2022     | Ciudad de México | México               | Auditorio Nacional                     | —                | 19.161 / 19.161            | $1.235.436  |
| 15 de agosto de 2022     | Ciudad de México | México               | Auditorio Nacional                     | —                | 19.161 / 19.161            | $1.235.436  |
| 17 de agosto de 2022     | Guadalajara      | México               | Auditorio Telmex                       | —                | 7.943 / 7.943              | $628.737    |
| 19 de agosto de 2022     | Monterrey        | México               | Auditorio Citibanamex                  | —                | 6.679 / 6.679              | $573.034    |
| 22 de agosto de 2022     | São Paulo        | Brasil               | Espaço Unimed                          | —                | 8.594 / 8.594              | $607.526    |
| 25 de agosto de 2022     | Buenos Aires     | Argentina            | Movistar Arena                         | Bresh            | 25.740 / 30.001            | $1.522.966  |
| 26 de agosto de 2022     | Buenos Aires     | Argentina            | Movistar Arena                         | Bresh            | 25.740 / 30.001            | $1.522.966  |
| 28 de agosto de 2022     | Santiago         | Chile                | Movistar Arena                         | ICZ              | 14.103 / 15.506            | $795.162    |
| 31 de agosto de 2022     | Bogotá           | Colombia             | Movistar Arena                         | —                | 10.932 / 11.384            | $594.775    |
| 3 de septiembre de 2022  | La Romana        | República Dominicana | Altos de Chavón                        | —                | 5.796 / 5.796              | $460.747    |
| 9 de septiembre de 2022  | San Juan         | Puerto Rico          | Choliseo                               | —                | 12.583 / 13.593            | $897.410    |
| Norteamérica             |                  |                      |                                        |                  |                            |             |
| 15 de septiembre de 2022 | Boston           | Estados Unidos       | MGM Music Hall                         | —                | 4.652 / 4.916              | $400.989    |
| 18 de septiembre de 2022 | Nueva York       | Estados Unidos       | Radio City Music Hall                  | —                | 11.544 / 11.544            | $1.224.263  |
| 19 de septiembre de 2022 | Nueva York       | Estados Unidos       | Radio City Music Hall                  | —                | 11.544 / 11.544            | $1.224.263  |
| 23 de septiembre de 2022 | Toronto          | Canadá               | Budweiser Stage                        | —                | 7.867 / 8.871              | $542,478    |
| 26 de septiembre de 2022 | Washington D. C. | Estados Unidos       | The Anthem                             | —                | 6.000 / 6.000              | $553.258    |
| 28 de septiembre de 2022 | Chicago          | Estados Unidos       | Aragon Ballroom                        | —                | 4.901 / 4.901              | $402.201    |
| 2 de octubre de 2022     | San Diego        | Estados Unidos       | CalCoast Credit Union Open Air Theatre | —                | 4.720 / 4.720              | $500.930    |
| 4 de octubre de 2022     | San Francisco    | Estados Unidos       | Bill Graham Civic Auditorium           | —                | 8.507 / 8.507              | $765.305    |
| 7 de octubre de 2022     | Inglewood        | Estados Unidos       | YouTube Theater                        | —                | 11.800 / 11.800            | $1.450.359  |
| 8 de octubre de 2022     | Inglewood        | Estados Unidos       | YouTube Theater                        | —                | 11.800 / 11.800            | $1.450.359  |
| 12 de octubre de 2022    | Houston          | Estados Unidos       | 713 Music Hall                         | —                | 5.058 / 5.058              | $437.422    |
| 14 de octubre de 2022    | Irving           | Estados Unidos       | Toyota Music Factory                   | —                | 5.952 / 8.023              | $478.837    |
| 17 de octubre de 2022    | Atlanta          | Estados Unidos       | Coca-Cola Roxy                         | —                | 3.607 / 3.607              | $339.968    |
| 22 de octubre de 2022    | Miami            | Estados Unidos       | Mana Wynwood Convention Center         | —                | Festival                   | Festival    |
| Europa                   |                  |                      |                                        |                  |                            |             |
| 25 de noviembre de 2022  | Braga            | Portugal             | Altice Forum                           | —                | 11.444 / 11.444            | $567.766    |
| 27 de noviembre de 2022  | Lisboa           | Portugal             | Altice Arena                           | —                | 19.002 / 19.002            | $888.048    |
| 1 de diciembre de 2022   | Milán            | Italia               | Mediolanum Forum                       | —                | 10.146 / 10.146            | $535.363    |
| 4 de diciembre de 2022   | Berlín           | Alemania             | Velódromo de Berlín                    | —                | 7.872 / 7.872              | $428.310    |
| 7 de diciembre de 2022   | Düsseldorf       | Alemania             | Mitsubishi Electric Hall               | —                | 7.187 / 7.187              | $398.453    |
| 10 de diciembre de 2022  | Ámsterdam        | Países Bajos         | AFAS Live                              | —                | 6.019 / 6.019              | $345.725    |
| 12 de diciembre de 2022  | Bruselas         | Bélgica              | Forest National                        | —                | 8.388 / 8.388              | $484.072    |
| 15 de diciembre de 2022  | Londres          | Reino Unido          | The O2 Arena                           | —                | 14.752 / 14.752            | $1.083.667  |
| 18 de diciembre de 2022  | París            | Francia              | Accor Arena                            | —                | 15.540 / 15.540            | $1.048.470  |
| Total                    | Total            | Total                | Total                                  | Total            | 440.703 / 465.230 (94,73%) | $30.431.765 |

## Gira de 2023
Rosalía anunció la segunda parte del Motomami World Tour en 2023, en festivales de todo el mundo. La segunda parte de la gira empezó el 17 de marzo de 2023 en Buenos Aires, Argentina y terminó el 22 de julio de 2023 en París, Francia. En esta parte de la gira hubo cambios tanto en el repertorio de canciones como en el escenario y el elenco de bailarines.

### Repertorio
1. «Saoko»
2. «Bizcochito»
3. «La fama»
4. «De aquí no sales» / «Bulerías»
5. «La noche de anoche»
6. «Linda»
7. «Diablo»
8. «Despechá»
9. «LLYLM»
10. «Blinding Lights (Remix)»
11. «Hentai»
12. «Candy (Remix)»
13. «Motomami»
14. «Pienso en tu mirá»
15. «La Combi Versace»
16. «Con altura»
17. «Beso»
18. «Vampiros»
19. «Héroe»
20. «Malamente»
21. «Chicken Teriyaki»
22. «CUUUUuuuuuute»

### Fechas
| Fecha               | Ciudad           | País           | Festival                                 | Cabeza de cartel |
| Latinoamérica       | Latinoamérica    | Latinoamérica  | Latinoamérica                            |                  |
| ------------------- | ---------------- | -------------- | ---------------------------------------- | ---------------- |
| 17 de marzo de 2023 | Buenos Aires     | Argentina      | Lollapalooza                             | Sí               |
| 18 de marzo de 2023 | Santiago         | Chile          | Lollapalooza                             | Sí               |
| 22 de marzo de 2023 | Asunción         | Paraguay       | Asunciónico                              | Sí               |
| 24 de marzo de 2023 | Bogotá           | Colombia       | Estéreo Pícnic                           | Sí               |
| 26 de marzo de 2023 | São Paulo        | Brasil         | Lollapalooza                             | Sí               |
| 2 de abril de 2023  | Ciudad de México | México         | Ceremonia                                | Sí               |
| Norteamérica        |                  |                |                                          |                  |
| 15 de abril de 2023 | Indio            | Estados Unidos | Coachella Valley Music and Arts Festival | No               |
| 22 de abril de 2023 | Indio            | Estados Unidos | Coachella Valley Music and Arts Festival | No               |
| Latinoamérica       |                  |                |                                          |                  |
| 28 de abril de 2023 | Ciudad de México | México         | Plaza de la Constitución                 | —                |
| Europa              |                  |                |                                          |                  |
| 3 de junio de 2023  | Barcelona        | España         | Primavera Sound                          | Sí               |
| 8 de junio de 2023  | Oporto           | Portugal       | Primavera Sound                          | Sí               |
| 10 de junio de 2023 | Madrid           | España         | Primavera Sound                          | Sí               |
| 20 de junio de 2023 | Atenas           | Grecia         | Release Athens                           | No               |
| 23 de junio de 2023 | Milán            | Italia         | I-Days Festival Coca-Cola                | No               |
| 1 de julio de 2023  | Copenhague       | Dinamarca      | Festival de Roskilde                     | Sí               |
| 2 de julio de 2023  | Bruselas         | Bélgica        | Rock Werchter                            | Sí               |
| 7 de julio de 2023  | Las Palmas       | España         | Granca Live Fest                         | Sí               |
| 9 de julio de 2023  | Le Bacarès       | Francia        | Les Déferlantes                          | Sí               |
| 13 de julio de 2023 | Berna            | Suiza          | Gurtenfestival                           | Sí               |
| 15 de julio de 2023 | Carhaix          | Francia        | Festival des Vielles Charrues            | Sí               |
| 19 de julio de 2023 | Nyon             | Suiza          | Paléo Festival                           | Sí               |
| 22 de julio de 2023 | París            | Francia        | Lollapalooza                             | Sí               |